# 白毛椴
白毛椴（学名：Tilia endochrysea）为锦葵科椴树属的植物，为中国的特有植物。分布于中国大陆的湖南、江西、广东、广西、浙江、福建等地，生长于海拔600米至1,150米的地区，常生长在山地常绿林里，目前已由人工引种栽培。

## 异名
- Tilia croizatii Chun et Wong
- Tilia leptocarya Rehd.
- Tilia scalenophylla Ling